# Železniška postaja Rodik
Železniška postaja Rodik je ena izmed železniških postaj v Sloveniji, ki oskrbuje bližnje naselje Rodik.